# Bản danh sách của Schindler
Bản danh sách của Schindler (tựa gốc tiếng Anh: Schindler's List) là một bộ phim điện ảnh chính kịch cổ trang sử thi của Hoa Kỳ sản xuất và phát hành năm 1993 do Steven Spielberg làm đạo diễn kiêm đồng sản xuất và Steven Zaillian viết kịch bản. Phim dựa theo cuốn tiểu thuyết Schindler's Ark của Thomas Keneally, một tiểu thuyết gia người Úc. Bộ phim dựa trên cuộc đời của Oskar Schindler, một doanh nhân người Đức đã cứu sống hơn một 1000 người Do Thái gốc Ba Lan tị nạn trong thời kỳ Đức Quốc Xã tàn sát người Do Thái bằng cách tuyển họ vào làm trong các nhà máy của mình. Phim có sự tham gia của Liam Neeson trong vai Schindler, Ralph Fiennes trong vai sĩ quan Schutzstaffel (SS) Amon Goeth, và Ben Kingsley trong vai kế toán người Do Thái của Schindler, Itzhak Stern.
Ý tưởng sản xuất một bộ phim nói về Schindlerjuden (những người Do Thái của Schindler) được đề xuất lần đầu tiên vào năm 1963. Poldek Pfefferberg, một trong số những người Schindlerjuden, xác định rằng sứ mệnh của cuộc đời mình là phải kể lại câu chuyện của Schindler cho hậu thế. Spielberg tỏ ra hứng thú với kịch bản này sau khi nhà điều hành Sid Sheinberg gửi cho ông một bản nhận xét cuốn sách Schindler's Ark. Universal Studios mua bản quyền chuyển thể điện ảnh của cuốn tiểu thuyết, tuy nhiên Spielberg, ban đầu còn lo ngại ông chưa đủ tự tin để làm một bộ phim về thời kỳ tàn sát người Do Thái, tìm cách đẩy dự án sang cho một số đạo diễn khác trước khi quyết định tự tay đạo diễn bộ phim này.
Quá trình quay phim chính diễn ra tại Kraków, Ba Lan trong vòng 72 ngày. Spielberg quay bộ phim dưới định dạng đen trắng và coi đó là một bộ phim tài liệu. Nhà quay phim Janusz Kamiński muốn mang lại cho tác phẩm điện ảnh này một cảm giác vượt thời gian. John Williams soạn nhạc cho bộ phim, và nghệ sĩ vĩ cầm Itzhak Perlman biểu diễn bản nhạc chủ đề của bộ phim.
Bản danh sách của Schindler ra mắt vào ngày 30 tháng 11 năm 1993 tại Washington, D.C. và được phát hành rộng rãi trên toàn nước Mỹ vào ngày 15 tháng 12 năm 1993. Thường được coi là một trong những bộ phim hay nhất mọi thời đại từng được sản xuất, phim cũng thu được thành công thương mại, mang về 322 triệu USD trên toàn cầu so với 22 triệu USD kinh phí. Phim giành được bảy giải Oscar (trong tổng số mười hai đề cử), trong đó có giải Phim hay nhất, Đạo diễn xuất sắc nhất, Kịch bản chuyển thể xuất sắc nhất và Nhạc phim hay nhất, cùng nhiều giải thưởng khác (trong đó có bảy giải BAFTA và ba giải Quả cầu vàng). Năm 2007, Viện phim Mỹ xếp bộ phim này đứng thứ 8 trong danh sách 100 phim Mỹ hay nhất mọi thời đại. Thư viện Quốc hội Mỹ đã lựa chọn bộ phim này để bảo tồn tại Viện lưu trữ phim Quốc gia Hoa Kỳ vào năm 2004.

## Nội dung
Năm 1939 thời Thế chiến II, sau khi chiếm được Ba Lan, quân đội Đức di tản những người Do Thái đến khu tập trung người Do Thái Kraków. Là một doanh nhân kiêm thành viên của Đảng Quốc Xã, Oskar Schindler đến Kraków và mua lại một nhà máy sản xuất đồ dùng gia đình tráng men, thuê Itzhak Stern làm kế toán và quản lý. Schindler quan hệ hữu hảo với các sĩ quan Đức Quốc Xã, sở hữu cuộc sống giàu sang với địa vị "Herr Direktor" (giám đốc). Về phần Stern, không những là một viên chức của Judenrat, Stern còn biết các đường dây móc nối với thị trường chợ đen và cộng đồng kinh doanh của người Do Thái. Công việc của Stern là tuyển dụng lao động, lo sổ sách kế toán, quản lý doanh nghiệp, cũng như tìm mua các loại vật phẩm quý hiếm bằng đường chợ đen để Schindler làm quà hối lộ cho các sĩ quan SS. Lực lượng lao động chính của công xưởng là người Do Thái vì Schindler thấy đây là nguồn lao động rẻ mạt, còn Stern muốn cấp giấy xác nhận "lao động thiết yếu" cho càng nhiều người Do Thái càng tốt để họ không bị chuyển tới các trại tập trung hoặc bị bắn bỏ.
Sĩ quan SS Untersturmführer Amon Göth đến Kraków để trông coi việc xây dựng trại tập trung Płaszów. Trong quá trình bị lính Quốc Xã săn lùng và áp giải đến trại tập trung, máu của vô số người Do Thái đã đổ. Schindler chứng kiến toàn cảnh thảm sát và cảm thấy bàng hoàng. Ông đặc biệt chú ý tới một bé gái mặc áo choàng đỏ – một trong những mảng màu hiếm hoi của bộ phim đen trắng – trốn chạy khỏi binh lính Quốc Xã. Một buổi sáng nọ, Amon đứng trên ban công, cầm súng bắn ngẫu nhiên những người trong trại tập trung như một thú tiêu khiển. Theo thời gian, Schindler ngày càng quan tâm đến việc tìm cách cứu người Do Thái. Ông hối lộ cho Göth để được phép tiếp tục duy trì một xưởng chế tạo nhỏ.
Tình hình chiến trận ngày một bất lợi, xác suất quân Đức thua cuộc ngày càng lớn. Göth được lệnh đưa những người Do Thái còn lại ở Płaszów đến trại tập trung Auschwitz. Schindler xin Göth để đưa công nhân của mình tới một nhà máy đạn dược mới sắp được xây ở quê nhà Zwittau-Brinnlitz, Tiệp Khắc. Göth đồng ý, đổi lại bằng một khoản hối lộ lớn tính theo đầu người. Schindler và Stern lập ra "Bản danh sách của Schindler" đề tên những người sẽ được chuyển tới Brinnlitz, tức sẽ thoát khỏi Auschwitz. ( xem thêm Bản danh sách của Schindler )
Phần lớn những người trong danh sách đều được chuyển đến Zwittau-Brinnlitz, nhưng chuyến tàu chở phụ nữ và trẻ em vô tình bị chuyển hướng sang Auschwitz. Schindler phải đến tận nơi hối lộ viên sĩ quan chỉ huy một túi kim cương thì hắn mới thả người. Tại nhà máy mới, Schindler cấm binh lính SS tự ý vào khu sản xuất, bãi bỏ các hành vi giết hại và ngược đãi, khuyến khích người Do Thái làm lễ Shabbat. Bảy tháng trôi qua mà các sản phẩm của công ty vẫn không đạt tiêu chuẩn, buộc Schindler phải mua vỏ đạn từ các công ty khác để cung ứng cho phía khách hàng. Song song đó, ông vẫn tiếp tục bỏ tiền túi ra để hối lộ cho các sĩ quan quốc xã. Đến năm 1945, Schindler đã khánh kiệt hoàn toàn về mặt tài chính, đúng lúc quân Đức tuyên bố đầu hàng vô điều kiện, chấm dứt chiến tranh ở châu Âu.
Schindler tập hợp công nhân để nói lời từ biệt. Là một thành viên của Đảng Quốc Xã, nhà sản xuất vũ khí, kẻ lợi dụng sức lao động của tù nhân, Schindler buộc phải chạy trốn để tránh bị Hồng Quân bắt giữ. Trước đó, các binh lính SS trong khu xưởng nhận được lệnh thảm sát toàn bộ người Do Thái nhưng Schindler thuyết phục họ đừng làm vậy mà hãy "về nhà với danh nghĩa là những người đàn ông, chứ không phải là những kẻ sát nhân". Các công nhân đưa cho Schindler một tờ giấy xác nhận rằng ông đã cứu sống nhiều người Do Thái kèm chữ ký của toàn thể công nhân, cùng một chiếc nhẫn khắc câu nói của người Talmud: "Whoever saves one life saves the world entire" (Ai đã cứu sống một người thì người đó cũng đã cứu cả thế giới này). Vừa cảm động song cũng vô cùng xấu hổ vì nghĩ rằng đáng ra mình nên cứu nhiều người hơn, Schindler bật khóc. Khi những người Schindlerjuden (người Do Thái của Schindler) tỉnh dậy vào sáng hôm sau, một người lính Xô Viết xuất hiện thông báo rằng họ đã được phóng thích.
Sau một số cảnh miêu tả cuộc hành quyết Göth và tóm tắt cuộc đời của Schindler sau chiến tranh, bộ phim đen trắng chuyển sang một cảnh có màu. Những người Schindlerjuden ngoài đời thật cùng các diễn viên lần lượt đặt các hòn đá lên nấm mộ của Schindler ở Jerusalem. Rồi bộ phim kết thúc bằng cảnh Liam Neeson đặt một cặp hoa hồng lên mộ Schindler.

## Diễn viên

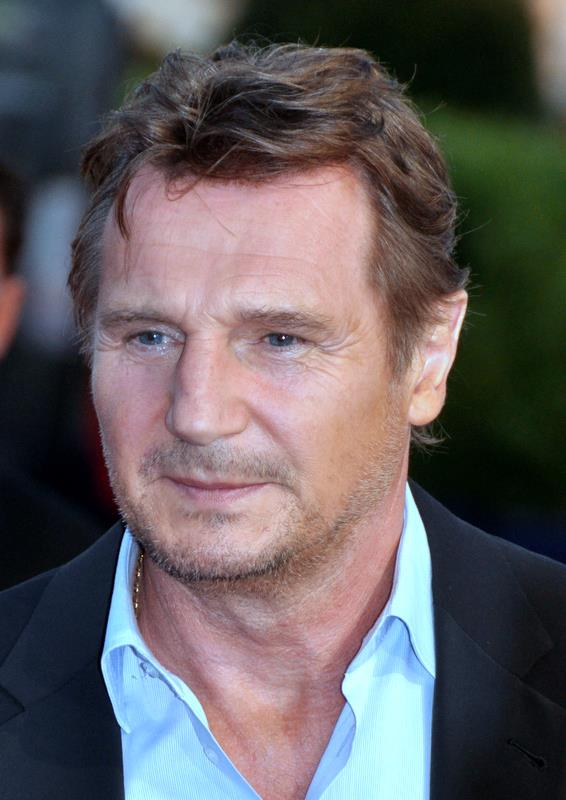
Liam Neeson (ảnh năm 2012) thủ vai Oskar Schindler.

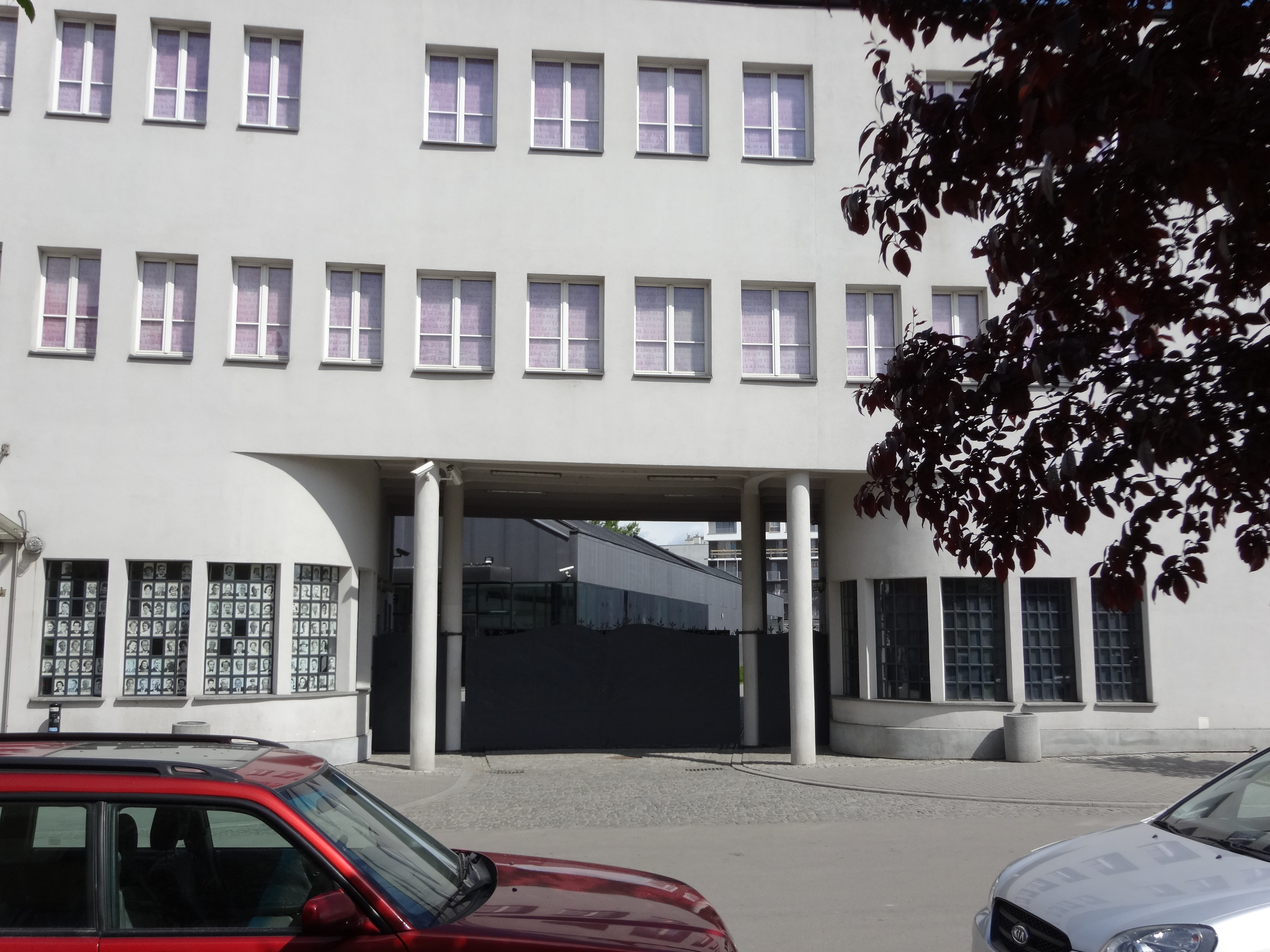
Nhà máy Oskar Schindler trên đường Lipowa Street 4 ở Kraków, năm 2014.

### Nhân vật chính
- Liam Neeson vai Oskar Schindler, một doanh nhân người Đức, cứu mạng sống của hơn 1.100 người Do Thái bằng cách nhận họ vào làm việc trong nhà máy của mình.
- Ben Kingsley vai Itzhak Stern, kế toán của Schindler và các đối tác kinh doanh.
- Ralph Fiennes vai Amon Göeth, vai phản diện trong phim; Göeth là một cán bộ được giao xây dựng và điều hành các trại tập trung ở Płaszów, và là bạn của Schindler.
- Embeth Davidtz vai Helen Hirsch, một phụ nữ Do Thái trẻ, quyến rũ làm giúp việc nhà cho Göth.
- Caroline Goodall vai Emilie Schindler, vợ của Schindler.
- Jonathan Sagall vai Poldek Pfefferberg, một thanh niên sống sót với vợ của mình, và cung cấp hàng cho Schindler từ chợ đen.

### Diễn viên phụ
- Ezra Dagan vai Rabbi Lewartow, một giáo sĩ Do Thái làm công việc thợ hàn ở nhà máy Schindler.
- Malgoscha Gebel vai Wiktoria Klonowska
- Shmuel Levy vai Wilek Chilowicz
- Mark Ivanir vai Marcel Goldberg
- Béatrice Macola vai Ingrid
- Andrzej Seweryn vai Julian Scherner
- Friedrich von Thun vai Rolf Czurda
- Krzysztof Luft vai Herman Toffel
- Harry Nehring vai Leo John
- Norbert Weisser vai Albert Hujar
- Adi Nitzan vai Mila Pfefferberg
- Michael Schneider vai Juda Dresner
- Miri Fabian vai Chaja Dresner
- Anna Mucha vai Danka Dresner
- Albert Misak vai Mordecai Wulkan
- Hans-Michael Rehberg vai Rudolf Höss
- Daniel Del Ponte vai Bác sĩ Josef Mengele

## Sản xuất

### Quá trình phát triển
Pfefferberg, một trong những Schindlerjuden sống sót, đã đặt mục tiêu trong cuộc đời mình phải kể lại câu chuyện về vị ân nhân cứu mạng. Năm 1963, Pfefferberg tìm cách thuyết phục hãng MGM sản xuất một bộ phim tiểu sử dựa trên cuộc đời thật của Oskar Schindler, với kịch bản của Howard Koch, tuy nhiên không thành công. Năm 1982, Thomas Keneally xuất bản cuốn tiểu thuyết lịch sử Schindler's Ark, ông viết cuốn sách này sau khi có dịp gặp gỡ Pfefferberg ở Los Angeles vào năm 1980. Chủ tịch MCA là Sid Sheinberg đã gửi cho đạo diễn Steven Spielberg một bài bình luận của thời báo New York Times về cuốn sách này. Spielberg, kinh ngạc khi biết câu chuyện về Schindler, đã hỏi đùa rằng đây có phải là chuyện thật không. "Tôi bị thu hút bởi tính nghịch lý bên trong nhân vật này," ông nói. "Điều gì đã xui khiến một người đàn ông đột nhiên mang tất cả những gì ông kiếm được ra để cứu lấy những sinh mạng này?" Spielberg bày tỏ mong muốn với hãng Universal Pictures để mua bản quyền cuốn tiểu thuyết này. Trong buổi gặp mặt đầu tiên vào mùa xuân năm 1983, ông nói với Pfefferberg rằng ông sẽ bắt đầu khởi quay bộ phim này trong mười năm nữa. Trong phần đề tựa cuối phim, Pfefferberg được ghi công là cố vấn của phim dưới biệt danh Leopold Page.

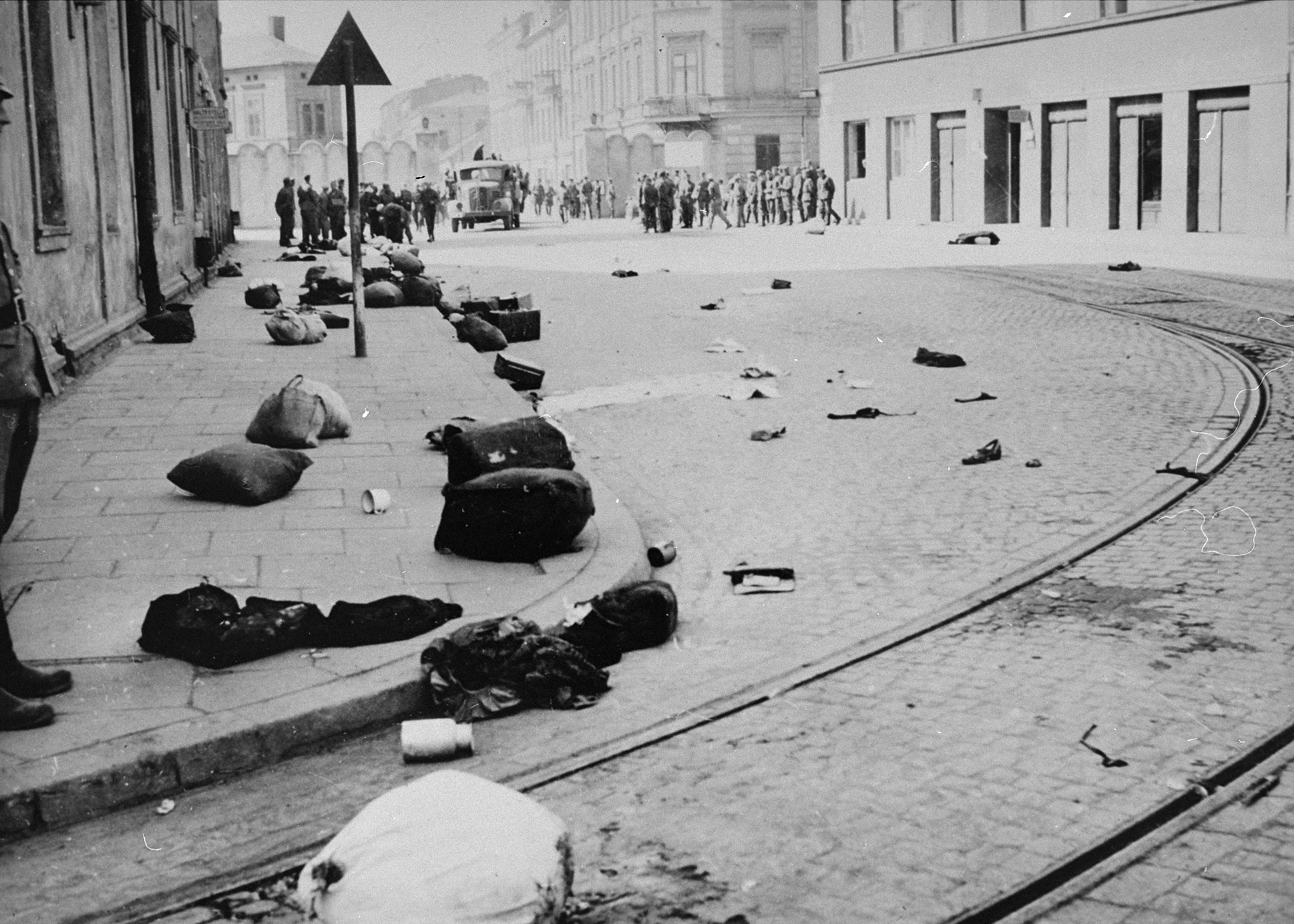
Vụ di dời người Do Thái ở quận Kraków vào tháng 3 năm 1943 là bối cảnh của một đoạn 15 phút trong phim.

Spielberg không dám chắc liệu ông đã đủ chín chắn để làm một bộ phim về thời kỳ Holocaust. Ông từng tìm cách đẩy dự án này sang cho đạo diễn Roman Polanski, nhưng bị từ chối. Mẹ của Polanski bị giết ở Auschwitz, còn bản thân ông cũng từng phải chịu đựng và sống sót khỏi quận Kraków. Polanski sau này đã đạo diễn bộ phim chính kịch riêng của mình về thời kỳ Holocaust, The Pianist, phát hành năm 2002. Spielberg cũng từng mời Sydney Pollack và Martin Scorsese tham gia, đây là những người từng bày tỏ mong muốn đạo diễn Bản danh sách của Schindler vào năm 1988. Tuy nhiên, Spielberg lại cũng không chắc chắn khi để Scorsese làm đạo diễn, bởi nếu thế thì "Tôi đã bỏ lỡ cơ hội để làm một điều gì đó về Holocaust cho con cái và gia đình tôi." Do đó, Spielberg để cho Scorsese đạo diễn phiên bản làm lại năm 1991 của bộ phim Cape Fear. Billy Wilder cũng đã bày tỏ mong muốn được đạo diễn bộ phim, xem như một sự tưởng niệm tới gia đình ông, bởi nhiều người đã từng bỏ mạng trong thời kỳ Holocaust.
Spielberg cuối cùng quyết định sẽ gắn bó với dự án khi ông để ý rằng những người bài trừ Holocaust đang nhận được sự chú ý đáng kể từ giới truyền thông. Với sự trỗi dậy của chủ nghĩa Quốc xã mới sau khi Bức tường Berlin sụp đổ, ông lọ ngại rằng mọi người đang tỏ ra quá chịu đựng giống như những năm của thập niên 1930. Sid Sheinberg bật đèn xanh cho dự án với điều kiện trước tiên Spielberg phải làm phim Công viên kỷ Jura đã. Spielberg sau này phát biểu rằng, "Ông ấy biết một khi tôi đã đạo diễn Schindler thì tôi sẽ không thể làm Công viên kỷ Jura được nữa." Bộ phim được cung cấp một kinh phí hạn hẹp là 22 triệu USD, bởi phim về đề tài Holocaust thường không lãi lắm. Spielberg chấp nhận không lấy lương và gọi đó là "đồng tiền máu", và tin rằng tác phẩm sẽ thất bại về doanh thu.
Năm 1983, Keneally được mời chuyển thể cuốn sách của mình, và ông đã biến nó thành 220 trang kịch bản. Phiên bản chuyển thể của ông tập trung vào một số mối quan hệ của Schindler, và Keneally thừa nhận ông đã không thu gọn được cốt truyện là mấy. Spielberg mời tiếp Kurt Luedtke, người chuyển thể kịch bản cho phim Out of Africa, viết bản nháp mới. Bốn năm sau Luedtke bỏ cuộc bởi ông cảm thấy sự thay đổi trong trái tim của Schindler quá khó tin. Trong thời kỳ làm đạo diễn, Scorsese đã thuê Steven Zaillian viết kịch bản. Khi tiếp quản trở lại dự án, Spielberg cảm thấy bản nháp dài 115 trang của Zaillian là quá ngắn, và yêu cầu ông kéo dài ra thành 195 trang. Spielberg muốn cốt truyện tập trung hơn nữa vào những người Do Thái, và ông muốn sự thay đổi trong Schindler phải từ từ và không quá rõ ràng, không phải là một sự chuyển biến đột ngột hay bất thình lình. Ông kéo dài phân cảnh giải tán khu quận, bởi ông "thực sự cảm thấy cần phải làm cho cảnh này gần như không thể xem được."

### Tuyển diễn viên
Neeson thử vai Schindler từ rất sớm và chính thức được lựa chọn vào tháng 12 năm 1992, sau khi Spielberg thấy ông biểu diễn trong vở nhạc kịch Anna Christie ở Broadway. Warren Beatty cũng tới một buổi đọc thử, nhưng Spielberg e ngại rằng ông không thể bỏ được giọng địa phương và rằng ông sẽ mang tới "hiệu ứng ngôi sao điện ảnh". Kevin Costner và Mel Gibson bày tỏ mong muốn đảm nhiệm vai Schindler, nhưng Spielberg quyết định chọn một người ít được biết đến hơn là Neeson, để sức mạnh ngôi sao của diễn viên sẽ không lấn át nhân vật. Neeson cảm thấy Schindler ưa tỏ ra thông minh hơn Đức Quốc xã, những kẻ coi ông như thằng hề. "Họ không coi ông ra gì mấy, và ông đã lợi dụng điều đó hết mức." Để giúp ông chuẩn bị cho vai diễn, Spielberg đã cho Neeson xem các đoạn phim của Steve Ross, CEO của Time Warner, người có ảnh hưởng được Spielberg so sánh với Schindler.Ông cũng mang tới một băng thu âm lời nói của Schindler, để Neeson luyện tập ngữ điệu của mình.
Fiennes được tuyển vào vai Amon Goeth sau khi Spielberg xem diễn xuất của anh trong A Dangerous Man: Lawrence After Arabia và Emily Brontë's Wuthering Heights. Spielberg nói về buổi thử vai của Fiennes rằng "Tôi thấy sự độc ác một cách khêu gợi. Đó đều là những thứ tỉ mỉ nhất: có giây phút sự nhân từ rẽ ngang qua đôi mắt của anh ấy rồi ngay lập tức vụt biến." Fiennes đã tăng 28 pound (13 kg) để vào vai này. Anh xem lại các phim thời sự lịch sử và nói chuyện với những người sống sót đã gặp Goeth. Để có thể đảm nhận vai này, Fiennes nói "Tôi tiến gần hơn tới nỗi đau của anh ta. Ẩn sâu trong đó là một con người nứt vỡ khốn khổ. Tôi cảm thấy mâu thuẫn về con người anh ta, thấy tiếc cho anh ta. Anh ta như một con búp bê bẩn thỉu, méo mó được đưa cho tôi và rồi tôi gắn bó với anh ta một cách khác thường." Trang phục của Fiennes trông giống Goeth đến mức khi Mila Pfefferberg (một người sống sót sau Holocaust) gặp anh, bà đã run lên vì sợ hãi.
Vai diễn Itzhak Stern (Ben Kingsley thủ vai) là sự kết hợp giữa nhân viên kế toán Stern, quản lý nhà máy Abraham Bankier, và thư ký riêng của Goeth, Mietek Pemper. Nhân vật này có vai trò như nhận thức và cái tôi thay đổi của Schindler. Kingsley được biết đến với diễn xuất giành giải Oscar, vai Gandhi trong bộ phim tiểu sử năm 1982.
Tóm lại, có 126 vai có lời thoại trong phim. Hàng nghìn diễn viên quần chúng được thuê vào trong quá trình quay phim. Spielberg tuyển các diễn viên người Israel và Ba Lan cho những vai diễn người Đông Âu. Nhiều diễn viên châu Âu tỏ ra miễn cưỡng khi phải mặc quân phục của SS, nhưng sau này một số người đã cảm ơn Spielberg về trải nghiệm khi được đóng bộ phim này. Khi quay được một nửa bộ phim, Spielberg đã nghĩ ra cái kết cho tác phẩm, trong đó 128 người sống sót đã tới thể hiện sự kính trọng trước nấm mồ của Schindler ở Jerusalem. Các nhà sản xuất đã đi tìm những người Schindlerjuden và đưa họ đến hiện trường để quay cảnh này.

### Quay phim

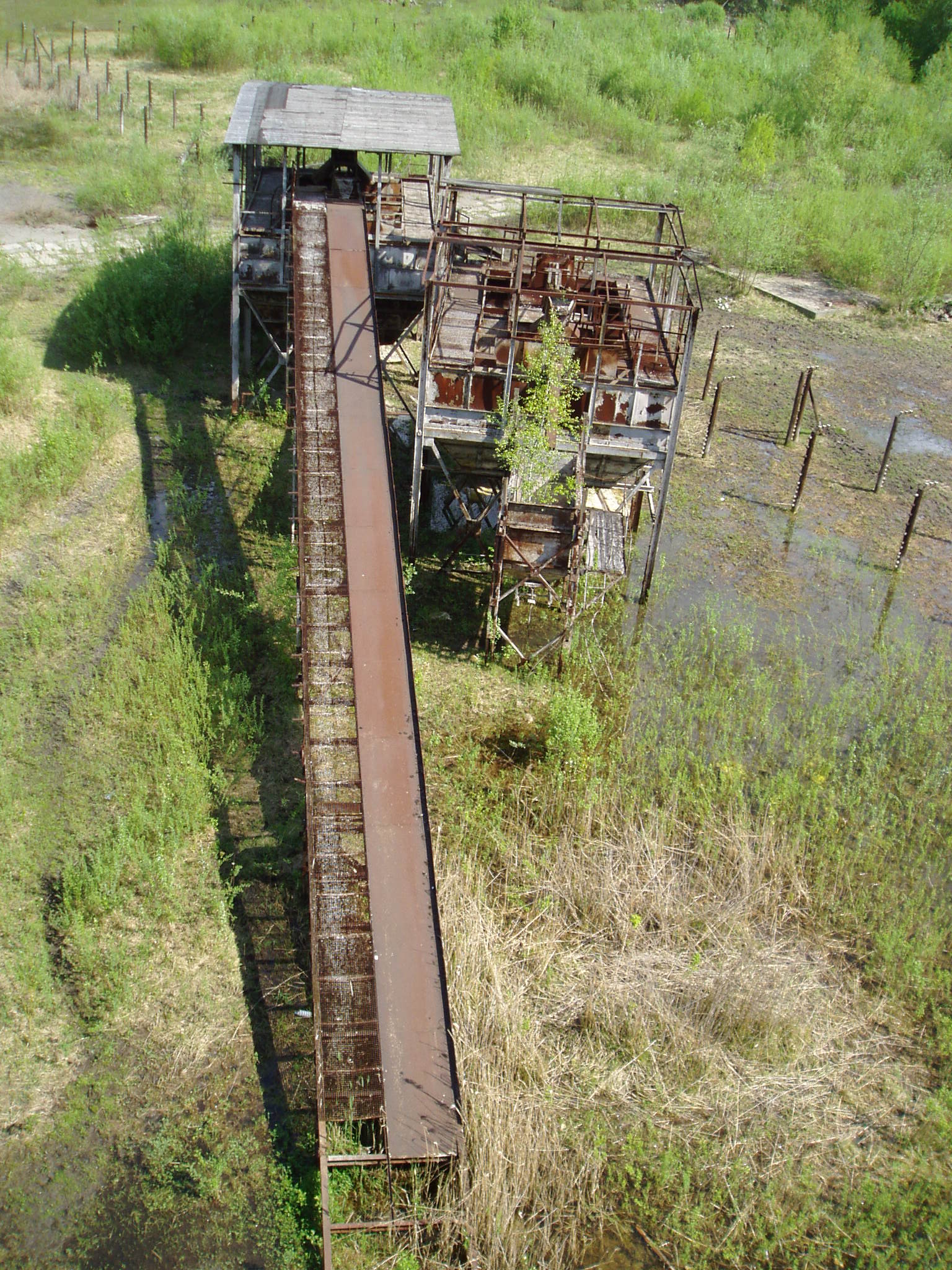
Cảnh trong phim quay ở Krakow.

Quá trình quay phim chính bắt đầu vào ngày 1 tháng 3 năm 1993 ở Kraków, Ba Lan, với kế hoạch dự kiến kéo dài trong 75 ngày. Đoàn làm phim đã tới quay ở những địa điểm thực hoặc gần những địa điểm có thực trong lịch sử, mặc dù họ phải phục dựng lại trại Płaszów ở một mỏ đá bỏ hoang, bởi ở vị trí của trại hiện nay có thể nhìn thấy những tòa nhà cao tầng. Các cảnh quay trong nhà ở nhà máy đồ tráng men tại Kraków được quay ở một khu xưởng tương tự tại Olkusz, còn những cảnh quay ngoại thất và các cảnh quay trên bậc cầu thang của nhà máy thì được quay tại nhà máy thật. Đoàn làm phim không được phép quay rộng hoặc dựng bối cảnh trên nền trại Auschwitz, do đó họ đã quay với một bản sao của trại này ở ngay trước cổng trại thật. Có những vụ việc thể hiện sự bài Do Thái đã diễn ra. Một phụ nữ vô tình gặp Fiennes trong bộ quân phục Đức Quốc xã đã nói rằng "người Đức là những con người tuyệt đẹp. Họ không giết những ai không đáng giết". Những biểu tượng bài Do Thái được vẽ trên những bảng yết thị gần địa điểm quay phim, trong khi Kingsley suýt cãi lộn với một nữ doanh nhân lớn tuổi nói tiếng Đức cố tình xúc phạm diễn viên người Israel Michael Schneider. Tuy vậy, Spielberg phát biểu rằng vào Lễ Vượt Qua, "tất cả các diễn viên người Đức đã có mặt. Họ đội Mũ Sợ Chúa và đọc Haggadas, còn các diễn viên người Israel đã tới cạnh họ và giải thích với họ về nghi lễ. Thế là đại gia đình các diễn viên đã quây quần cùng nhau, bỏ lại đằng sau những khác biệt về chủng tộc và văn hóa."
—Steven Spielberg kể về trạng thái tình cảm của mình trong lúc quay phim
Quay phim Bản danh sách của Schindler là một trải nghiệm đầy cảm xúc với Speiberg, đó là đề tài đã buộc ông phải gặp lại những gì đã chứng kiến trong tuổi thơ của vị đạo diễn, ví dụ như chủ nghĩa bài Do Thái mà ông từng gặp. Ông tỏ ra ngạc nhiên khi bản thân không khóc lúc tới thăm trại Auschwitz; ngược lại ông cảm thấy giận dữ và xúc phạm. Ông là một trong những thành viên đoàn làm phim không dám ép mình chứng kiến khung cảnh lúc quay cảnh những người Do Thái lớn tuổi bị buộc phải khỏa thân và chạy loanh quanh để các bác sĩ Đức Quốc xã lựa chọn đưa đi Auschwitz. Spielberg bình luận rằng ông thấy mình giống như một phòng viên hơn là một nhà làm phim – ông chỉ đạo thiết lập cảnh quay và rồi nhìn các sự việc diễn ra, như thể ông đang chứng kiến chúng hơn là làm một bộ phim. Một số nữ diễn viên đã bật khóc khi quay cảnh trong phòng tắm, trong đó có một người được sinh ra trong trại tập trung. Spielberg, vợ ông Kate Capshaw, và năm đứa con của họ thuê một căn nhà ở ngoại ô Kraków trong thời gian quay phim. Ông sau này đã cảm ơn vợ mình "vì đã cứu ông trong suốt chín mươi hai ngày liên tục... khi mọi thứ trở nên không chịu đựng nổi." Robin Williams gọi Spielberg đến để làm ông tươi tỉnh lên, bởi trên hiện trường không hề có yếu tố hài hước nào. Mỗi tối Spielberg dành ra vài giờ biên tập phim Công viên kỷ Jura được dự kiến công chiếu vào tháng 6 năm 1993.
Spielberg thỉnh thoảng sử dụng tiếng Đức và tiếng Ba Lan trong các cảnh quay để tái tạo lại cảm giác của quá khứ. Ban đầu ông định làm phim bằng hai ngôn ngữ này, nhưng sau đó cho rằng "nếu chỉ bắt người xem đọc [phụ đề] thì an toàn quá. Sẽ thật là có lỗi nếu bắt họ rời mắt khỏi màn hình để chú tâm vào một cái gì khác." Bộ phim đóng máy sau hơn 72 ngày khởi quay vào ngày 11 tháng 5 năm 1993.

### Kỹ thuật quay
Chịu ảnh hưởng từ bộ phim tài liệu năm 1985 Shoah, Spielberg quyết định không sử dụng bảng truyện để hoạch định bộ phim mà sẽ quay nó như một bộ phim tài liệu. Bốn mươi phần trăm các cảnh được quay bằng máy quay cầm tay, và kinh phí khiêm tốn cũng khiến bộ phim chỉ được quay gấp trong vòng bảy mươi hai ngày. Spielberg cảm thấy điều này mang lại cho bộ phim "tính tự nhiên, một góc cạnh, và nó cũng giúp làm nổi bật chủ thể." Ông không quay bằng Steadicams, cần cẩu máy quay hay ống kính zoom, "hay bất cứ thứ gì khiến tôi cảm thấy như một sợi dây an toàn." Việc làm này đã góp phần hoàn thiện Spielberg, người vốn cho rằng trong quá khứ mình luôn coi trọng cách làm của các đạo diễn như Cecil B. DeMille và David Lean.
Quyết định quay bộ phim chủ yếu bằng hai màu đen trắng càng làm nổi bật phong cách phim tài liệu, được nhà quay phim Janusz Kamiński so sánh với Chủ nghĩa biểu hiện Đức và Chủ nghĩa hiện thực mới Ý. Kamiński nói rằng ông muốn tạo cảm giác thời gian không có giới hạn trong phim, từ đó người xem sẽ "không cảm giác được bộ phim được làm từ bao giờ"." Spielberg quyết định sử dụng màu đen trắng để tạo cảm giác giống như một bộ phim tư liệu thực sự thời kỳ bấy giờ. Chủ tịch hãng Universal Tom Pollock đề nghị vị đạo diễn quay bằng phim màu âm bản để sau này có thể sản xuất những băng VHS có màu đem bán, như Spielberg không muốn vô tình "làm đẹp hóa những sự kiện ấy."

### Âm nhạc
John Williams, người từng nhiều lần cộng tác với Spielberg, biên soạn phần nhạc phim Bản danh sách của Schindler. Nhà soạn nhạc tỏ ra khá ngạc nhiên về bộ phim, và cho rằng đây là một thử thách quá khó khăn. Ông nói với Spielberg, "Anh cần một nhà soạn nhạc giỏi hơn tôi cho bộ phim này." Spielberg trả lời, "Tôi biết. Nhưng những người như thế chết cả rồi!" Itzhak Perlman biểu diễn đoạn nhạc chủ đề cho phim bằng đàn vĩ cầm.
Nói về phim Bản danh sách của Schindler, Perlman nói:
Perlman: "Tôi không thể tin được anh ấy [John Williams] có thể phối nhạc một cách chân thực như thế, và tôi bảo, 'John, cách làm ấy ở đâu ra thế?' và anh ấy trả lời, 'À tôi từng tập luyện với nhóm Fiddler on the Roof và cứ thế, mọi thứ đến rất tự nhiên' và âm nhạc đã được tạo ra như thế đấy."
Phóng viên: "Khi người ta đến gặp và mời anh chơi nhạc cho phim Bản danh sách của Schindler, có bao giờ anh nghĩ lại, hay anh đồng ý ngay, hay anh nói 'Tôi không biết liệu tôi có muốn chơi nhạc phim không'?
Perlman: "Không, tôi chưa bao giờ nghĩ như thế, bởi trong trường hợp đặc biệt này chủ đề của bộ phim có vai trò rất quan trọng với tôi, và tôi cảm giác rằng mình có thể đóng góp đơn giản bằng cách nắm vững lịch sử, cảm nhận lịch sử, và gián tiếp trở thành một nạn nhân của thời kỳ lịch sử ấy."

Trong trường đoạn quận của người Do Thái đang bị Đức Quốc xã phong tỏa, ca khúc dân gian "Oyfn Pripetshik" ("On the Cooking Stove", tạm dịch Trên chiếc lò nướng) (tiếng Yid: אויפֿן פּריפּעטשיק) được một dàn đồng ca thiếu nhi thể hiện. Ca khúc thường được bà của Spielberg là Becky hát cho các cháu nghe. Bản đơn ca bằng nhạc cụ clarinet xuất hiện trong phim được thu âm bởi chuyên gia về phong cách nhạc Klezmer tên là Giora Feidman. Williams giành Giải Oscar cho nhạc phim hay nhất với phim Bản danh sách của Schindler và đây cũng là lần thứ năm ông nhận giải thưởng này.. Một số bản thu được lựa chọn từ phần nhạc nền của bộ phim được phát hành trong một album nhạc phim.

## Chủ đề và biểu tượng
Bộ phim khai thác chủ đề về sự đối lập giữa thiện và ác, thông qua nhân vật chính là một "người Đức lương thiện", một cách xây dựng nhân vật phổ biến của điện ảnh Hoa Kỳ. Trong khi Goeth là một nhân vật gần như độc ác và đen tối hoàn toàn, Schindler đã phát triển từ một kẻ ủng hộ chủ nghĩa phát xít sang một vị cứu tinh và một anh hùng. Từ đó một chủ đề thứ hai đó là sự chuộc lỗi đã nảy sinh trong con người Schindler, biến ông trở thành một người cha mang trọng trách cứu sống hơn một nghìn người.

### Cô bé mặc áo choàng đỏ

Schindler nhìn thấy một cô bé mặc áo choàng đỏ trong lúc quận Kraków đang bị giải tán. Chiếc áo choàng đỏ là một trong những trường hợp hiếm hoi sử dụng màu trong bộ phim chủ yếu là đen trắng.

Mặc dù bộ phim được quay đen trắng, một chiếc áo choàng màu đỏ đã được sử dụng để phân biệt một cô bé trong sự hỗn loạn khi quận Kraków bị giải tán. Sau đó, Schindler nhận ra xác của cô bé đang bị mang đi thiêu hủy nhờ chiếc áo choàng đỏ mà cô bé mặc. Spielberg nói rằng cảnh này tượng trưng cho việc những nhân vật lãnh đạo cao cấp nhất của chính phủ Hoa Kỳ tuy biết đến chế độ Holocaust nhưng không làm gì để ngăn chặn. "Hình ảnh cô bé mặc áo choàng đỏ đi xuống phố cũng rõ ràng không kém gì việc không có động thái nào được đưa ra để đánh bom những tuyến đường sắt của Đức. Không có động thái nào được thực thi để làm chậm lại... sự hủy diệt của cộng đồng người Do Thái ở châu Âu," ông nói. "Đó là thông điệp của tôi khi để cảnh đó có màu." Cây bút Andy Patrizio của IGN lưu ý rằng thời điểm Schindler nhìn thấy xác chết của bé gái cũng chính là thời điểm ông thay đổi, không còn coi "tro tàn và bồ hóng của những xác chết đang bốc cháy chất đầy trên chiếc ô tô như một sự khó chịu." Giáo sư André H. Caron của Đại học Montréal tự hỏi phải chăng màu đỏ tượng trưng cho "sự vô tội, hy vọng hay máu đỏ của những người Do Thái đang bị hy sinh trong nỗi kinh hoàng của thời kỳ Holocaust."
Cô bé này do diễn viên nhí Oliwia Dąbrowska, lúc quay phim mới ba tuổi. Spielberg đề nghị Dąbrowska đừng xem bộ phim này cho tới khi cô mười tám tuổi, nhưng năm mười một tuổi cô đã xem và đã rất "sợ hãi". Khi đã là người lớn và xem lại tác phẩm điện ảnh, cô tỏ ra tự hào với vai diễn mình thể hiện. Vô tình, có một sự trùng hợp là nhân vật này cũng khá giống trường hợp của Roma Ligocka, người được biết đến ở quận Kraków với chiếc áo choàng đỏ của mình. Ligocka, khác với nhân vật hư cấu trên là bà đã sống sót qua thời kỳ Holocaust. Sau khi bộ phim được phát hành, bà đã viết và xuất bản cuốn truyện của riêng mình, The Girl in the Red Coat: Hồi ký (bản dịch năm 2002). Theo một cuộc phỏng ván các thành viên trong gia đình diễn ra vào năm 2014, cô bé mặc áo choàng đỏ lấy cảm hứng từ một người dân ở Kraków tên là Genya Gitel Chil.

### Những cây nến
Cảnh quay mở đầu của bộ phim là hình ảnh một gia đình đang làm lễ Shabbat. Spielberg nói rằng "mở đầu bộ phim với những cây nến đang được thắp... mở đầu bộ phim với một buổi lễ Shabbat bình thường trước khi sự tàn sát người Do Thái khởi đầu." Khi màu của phim mờ dần, nó mở đường cho một thế giới đầy khói tượng trưng cho những xác người bị đốt ở trại Auschwitz. Chỉ khi đến cuối phim, khi Schindler cho phép các công nhân của mình làm lễ Shabbat, hình ảnh ánh lửa trên cây nến mới khôi phục lại sự ấm áp. Theo Spielberg, chúng tượng trưng cho "chỉ một tia màu, và một tia hy vọng." Sara Horowitz, giám đốc Trung tâm Koschitzky về nghiên cứu Do Thái của Đại học York, coi những cây nến là biểu tượng của người Do Thái ở châu Âu, bị giết rồi thiêu ở bãi đốt. Hai cảnh này đánh dấu sự mở đầu và kết thúc thời kỳ của Đức Quốc xã. Cô chỉ ra rằng thông thường người phụ nữ trong gia đình sẽ thắp cây nến Sabbath và ngâm nga Kiddush. Trong phim đàn ông lại là những người thực hiện nghi lễ này, thể hiện không chỉ sự yếu thế của phụ nữ, mà còn là sự yếu thế của cả đàn ông Do Thái khi so với đàn ông Aryan, đặc biệt là Goeth và Schindler.

### Các chi tiết khác
Với Spielberg, bản thân việc bộ phim sử dụng hình ảnh đen trắng cũng đã tượng trưng cho Holocaust rồi: "Holocaust giống như cuộc đời không có ánh sáng. Với tôi biểu tượng của sức sống là màu sắc. Đó là lý do vì sao một bộ phim về đề tài Holocaust phải là phim đen trắng." Robert Gellately lưu ý rằng về tổng thể bộ phim đã có thể được coi như phép ẩn dụ cho Holocaust, ban đầu những chi tiết bạo lực còn lác đác để rồi dày đặc dần và cuối cùng lên đến đỉnh điểm của cái chết và sự hủy diệt. Ông cũng lưu ý sự tương đồng giữa hoàn cảnh của những người Do Thái trong phim và cuộc tranh luận của Đức Quốc xã giữa hai lựa chọn: một là dùng người Do Thái như những lao động nô lệ hay tiêu diệt họ ngay tức khắc. Theo Alan Mintz, giáo sư nghiên cứu Holocaust tại Trường dòng Thần học Do Thái Hoa Kỳ ở New York, nước cứu sống con người. Ông nhắc đến chi tiết Schindler sắp xếp để phun vòi nước vào một đoàn tàu Holocaust chở đầy những nạn nhân đang chờ chuyển đi, và cảnh ở Auschwitz, nơi phụ nữ được cho tắm rửa thực sự thay vì chỉ cho bơm khí vào.

## Phát hành
Bộ phim khởi chiếu ngày 15 tháng 12 năm 1993. Tính đến thời điểm phim ngừng chiếu tại các rạp vào ngày 29 tháng 9 năm 1994, nó đã thu về 96,1 triệu USD (ứng với 195 triệu USD vào năm 2025) ở Hoa Kỳ và trên 321,2 triệu USD trên toàn cầu. Ở Đức, phim được công chiếu tại 500 rạp và thu hút trên 100.000 người tới xem chỉ riêng trong tuần đầu tiên và tổng cộng đã có sáu triệu khán giả. Phim khá phổ biến tại Đức và là một thành công trên toàn cầu.
Bản danh sách của Schindler ra mắt mạng lưới truyền hình Mỹ trên kênh NBC vào ngày 23 tháng 2 năm 1997. Không chiếu kèm quảng cáo, bộ phim đứng thứ ba trong tuần đầu tiên với tỷ lệ xem/chia sẻ đạt 20,9/31, chỉ số Nielsen phim cao nhất kể từ khi NBC phát sóng Công viên kỷ Jura vào tháng 5 năm 1995. Bộ phim bắt đầu chiếu trên hệ thống truyền hình công ở Israel vào Ngày tưởng niệm Holocaust năm 1998.
Đĩa DVD phim được phát hành vào ngày 9 tháng 3 năm 2004 với hai phiên bản màn ảnh rộng và màn ảnh đầy đủ, loại đĩa sử dụng là đĩa hai mặt, bộ phim được ghi trên mặt A và tiếp tục ở mặt B. Các tính năng đặc biệt của đĩa bao gồm một bộ phim tài liệu do Spielberg giới thiệu. Ngoài ra với hai định dạng trên còn có một bộ quà tặng phiên bản hạn chế, bao gồm: phiên bản màn ảnh rộng của phim, tiểu thuyết của Keneally, nhạc phim trên đĩa CD, một tấm thẻ senitype, và một cuốn sách ảnh nhỏ có tiêu đề Schindler's List: Images of the Steven Spielberg Film (Bản danh sách của Schindler: Hình ảnh từ bộ phim của Steven Spielberg), tất cả được đóng gói trong một cái hộp bằng nhựa trong suốt. Bộ quà tặng đĩa laze là một phiên bản hạn chế khác gồm có nhạc phim, cuốn tiểu thuyết gốc và một quyển sách ảnh đặc biệt. Để kỷ niệm 20 năm ra mắt, bộ phim được phát hành trên đĩa Blu-ray vào ngày 5 tháng 3 năm 2013.
Sau thành công của bộ phim, Spielberg thành lập Quỹ Lịch sử Trực quan của các nạn nhân sống sót thời kỳ Shoah, một tổ chức phi lợi nhuận nhằm mục đích cung cấp kho lưu trữ những câu chuyện của nhiều người sống sót kể lại nhất có thể, để bảo tồn chúng lâu dài. Ông vẫn tiếp tục duy trì kinh phí cho công việc này. Spielberg dùng lợi nhuận của bộ phim để sản xuất một số phim tài liệu có liên quan, bao gồm Anne Frank Remembered (1995), The Lost Children of Berlin (1996), và The Last Days (1998).

## Phản hồi

### Đánh giá chuyên môn
Bản danh sách của Schindler nhận được nhiều đánh giá tích cực rộng rãi của cả giới chuyên môn và khán giả, nhiều người đánh giá đây là một thành tựu điện ảnh xuất sắc. Một số người Mỹ có tiếng như dẫn chương trình đàm thoại Oprah Winfrey và Tổng thống Bill Clinton đã khuyến khích người dân xem phim này. Các nhà lãnh đạo của nhiều quốc gia trên thế giới cũng đã xem bộ phim và một số người đã có các cuộc gặp riêng với đạo diễn Spielberg. Trang web tổng hợp kết quả đánh giá Rotten Tomatoes cho biết có 97% các nhà phê bình đánh giá tích cực về bộ phim dựa trên 95 bài phê bình, với điểm số trung bình là 9/10. Lời nhận xét chung của trang này viết: "Bản danh sách của Schindler hòa quyện tội ác ghê rợn của chính sách tàn sát người Do Thái của Đức quốc xã với chủ nghĩa nhân đạo rất tế nhị của Steven Spielberg để tạo nên một kiệt tác gây xúc động." Metacritic, trang chuyên đưa ra điểm số đánh giá trung bình cho các phim trên thang điểm 100 dựa trên các bình luận hàng đầu của những nhà phê bình chính thống, cho bộ phim 94 điểm dựa trên 26 đánh giá và kết luận "được hầu hết các nhà phê bình khen ngợi." Stephen Schiff, nhà báo viết cho tờ The New Yorker gọi đây là bộ phim chính kịch lịch sử xuất sắc nhất về đề tài diệt chủng người Do Thái, một bộ phim sẽ "ghi dấu ấn trong lịch sử văn hóa và sẽ tồn tại mãi." Roger Ebert gọi đây là tác phẩm điện ảnh xuất sắc nhất của Spielberg, "các giai đoạn diễn xuất, đạo diễn, biên kịch và thưởng thức đều rất tuyệt vời." Terrence Rafferty, cũng viết cho tờ The New Yorker, ca ngợi "sự táo bạo trong cách kể chuyện cũng như hình ảnh, và sự thẳng thắn trong cảm xúc." Ông cũng nhắc đến diễn xuất của Neeson, Fiennes, Kingsley, và Davidtz với sự tán dương đặc biệt, và gọi cảnh quay trong phòng tắm tập thể của trại tập trung Auschwitz "là cảnh phim ghê sợ nhất từng được thực hiện." James Verniere của báo Boston Herald cho rằng bộ phim có phần dè dặt và thiếu yếu tố gây xúc động mạnh mẽ, như vẫn coi đây là một "bộ phim đáng giá thêm vào hàng ngũ những tác phẩm về thời kỳ diệt chủng người Do Thái." Trong bài phê bình của mình cho tạp chí New York Review of Books, nhà phê bình người Anh John Gross bày tỏ thái độ lo ngại khi cốt truyện của phim đang bị mọi người đa cảm hóa quá mức và sự đa cảm hóa này "đang được đặt không đúng chỗ. Speilberg thể hiện quan điểm đạo đức rõ ràng và nắm bắt cảm xúc đầy đủ trong tác phẩm của mình. Bộ phim là một thành công rực rỡ." Mintz lưu ý rằng kể cả những nhà phê bình khó tính nhất cũng phải ca ngợi "những hình ảnh xuất sắc" trong mười lăm phút phim miêu tả lại cảnh di dời người Do Thái khỏi Kraków. Ông miêu tả cảnh phim này là rất "chân thực" và "tuyệt vời". Ông chỉ ra rằng bộ phim đã góp phần quan trọng trong việc thức tỉnh mọi người nhớ về những tội ác của chế độ Holocaust cũng như nhận thức của các thế hệ sau về giai đoạn lịch sử này khi những nhân chứng sống sót đang lần lượt qua đời, cắt đứt dần sợi dây liên kết với thảm họa trước kia. Khi phim được phát hành tại Đức đã gây ra những cuộc tranh luận rộng rãi về việc tại sao hầu hết người dân Đức hồi đó không làm gì để giúp người Do Thái.
Cũng có nhiều lời chỉ trích bộ phim, hầu hết đến từ giới nghiên cứu chứ không phải truyền thông đại chúng. Horowitz chỉ ra rằng hầu hết các hoạt động của người Do Thái trong khu tập trung chỉ đơn giản là cho vay tiền, giao dịch trên thị trường đen, hay cất giấu tài sản, từ đó tạo nên một cái nhìn "khuôn mẫu" về đời sống của người Do Thái thời kỳ này. Horowitz cũng cho rằng mặc dù cách tái hiện phụ nữ trong bộ phim phản ánh chính xác tư tưởng của Đức quốc xã, song địa vị thấp kém của họ và sợi dây liên kết giữa bạo lực và tình dục chưa được đề cập đúng mức. Giáo sư lịch sử Omer Bartov của Đại học Brown lưu ý rằng hình thể to lớn và tư tưởng mạnh mẽ của các nhân vật Schindler và Goeth đã làm lu mờ hình ảnh những nạn nhân Do Thái, vốn trong bộ phim là những con người nhỏ bé, chạy lon ton xung quanh và luôn trong trạng thái sợ hãi – nền tảng đơn thuần của cuộc chiến giữa cái thiện và cái ác. Các tiến sĩ Samuel J. Leistedt và Paul Linkowski công tác tại Đại học Université libre de Bruxelles gọi Goeth là một nhân vật loạn thần cổ điển trong điện ảnh.
Horowitz chỉ ra rằng sự phân hóa giữa những người tốt "tuyệt đối" và những kẻ xấu "tuyệt đối" khiến người đọc bỏ qua sự thực rằng những kẻ thực thi dưới chế độ Holocaust thực chất cũng chỉ là những người bình thường; bộ phim không đào sâu vào cách hầu hết người Đức thời bấy giờ nhận thức hay ủng hộ/ phản đối chế độ Holocaust. Tác giả Jason Epstein bình luận rằng bộ phim gây ra sự hiểu nhầm rằng nếu người ta thông minh hoặc may mắn thì có thể sống sót sau chế độ diệt chủng; trong khi đây không phải là nhân tố chính. Spielberg đáp lại những người chỉ trích cảnh Schindler bật khóc khi ông tạm biệt công nhân của mình là quá uỷ mị bằng cách chỉ ra rằng cảnh quay đó được thực hiện để mang lại cảm giác về sự mất mát và cho người đọc cơ hội bày tỏ sự xót xa cùng các nhân vật trên màn ảnh.

### Đánh giá từ các nhà làm phim khác
Bản danh sách của Schindler nhận được những đánh giá rất tích cực từ các đồng nghiệp của Spielberg. Nhà làm phim Billy Wilder viết một lá thư khen ngợi dài dành cho Spielberg trong đó ông viết, "Họ không thể tìm được một người nào tốt hơn. Bộ phim này là một sự hoàn hảo tuyệt đối." Polanski, người từng từ chối cơ hội đạo diễn bộ phim, sau này đã bình luận, "Tôi chắc chắn không thể làm tốt được như Spielberg bởi tôi không khách quan bằng anh ấy." Ông coi Bản danh sách của Schindler đã có ảnh hưởng lớn tới bộ phim Death and the Maiden năm 1995 của mình. Thành công của Bản danh sách của Schindler đã khiến nhà làm phim Stanley Kubrick từ bỏ dự án phim về Holocaust của mình có tên gọi Aryan Papers, vốn dự định sẽ nói về một cậu bé người Do Thái và người cô của mình thoát khỏi chiến tranh nhờ lẩn trốn qua Ba Lan và giả vờ là người Công giáo. Khi nhà biên kịch Frederic Raphael gợi ý rằng Bản danh sách của Schindler đã thể hiện tốt hình ảnh của chế độ Holocaust, Kubrick bình luận, "Anh nghĩ nó nói về Holocaust ư? Nó dường như nói về chiến thắng thì phải? Holocaust phải là hình ảnh 6 triệu người bị giết. Bản danh sách của Schindler lại nói về khoảng 600 người thoát nạn."
Nhà làm phim Jean-Luc Godard phản đối Spielberg vì đã làm phim để thu lợi nhuận từ một thảm kịch trong khi đó người vợ của Schindler là Emilie Schindler, đang phải sống nghèo khổ ở Argentina. Keneally phản ứng lại trước cáo buộc rằng bà vợ Schindler không được trả công cho những đóng góp của mình, "hay ít nhất là bởi vì tôi mới đây đã tự tay gửi cho Emilie một tấm séc." Ông cũng xác nhận với văn phòng của Spielberg rằng khoản thù lao đã được gửi từ đây. Nhà làm phim Michael Haneke chỉ trích trường đoạn những người phụ nữ trong nhà máy của Schindler vô tình bị chuyển tới Auschwitz và bắt tắm rửa: "Có một cảnh trong phim mà chúng tôi không rõ đó là khí gas hay nước được phun ra từ các vòi hoa sen. Bạn chỉ có thể làm như vậy với những khán giả ngây thơ như ở Hoa Kỳ mà thôi. Đó là cách sắp xếp không hợp lý. Speilberg có ý tốt – nhưng nó không nói lên điều gì cả."
Bộ phim bị chỉ trích bởi nhà làm phim và giáo sư Claude Lanzmann, đạo diễn bộ phim tài liệu dài 9 tiếng về Holocaust Shoah, ông gọi bản danh sách của Schindler là "sự phóng đại hào nhoáng" và "bóp méo" sự thật lịch sử. Lanzmann kịch liệt phản đối Spielberg đã nhìn Holocaust dưới con mắt của một người Đức. Cho rằng bộ phim của mình mới đề cập đúng mức về thời kỳ Holocaust, Lanzmann phàn nàn, "Tôi chân thành nghĩ rằng có một thời kỳ trước Shoah, và một thời kỳ sau Shoah, và rằng sau Shoah có nhiều thứ sẽ không thể làm lại được nữa. Nhưng Speilberg vẫn cứ làm." Spielberg chỉ trích ngược lại và cho rằng Lanzmann muốn mình "là tiếng nói duy nhất về thời kỳ Holocaust. Tôi lấy làm ngạc nhiên khi thấy rằng muốn tái hiện sự thật thì phải trải qua mọi cảm xúc đau đớn."

### Phản ứng của cộng đồng người Do Thái
Tại hội nghị chuyên đề tổ chức năm 1994 Village Voice về bộ phim này, nhà sử học Annette Insdorf đã kể lại việc mẹ ông, một người sống sót qua ba trại tập trung, tỏ ra biết ơn vì câu chuyện về thời kỳ Holocaust đã được tái hiện trong một bộ phim lớn được theo dõi rộng rãi. Tác giả Do Thái người Hungary Imre Kertész, một người sống sót qua thời kỳ Holocaust, cho rằng những người không trực tiếp trải qua thì khó lòng thuật lại chính xác cuộc sống ở trong trại tập trung của Đức Quốc xã. Mặc dù ca ngợi Spielberg đã mang câu chuyện tới một số lượng lớn các khán giả, ông cho rằng cảnh cuối phim tại nghĩa trang đã bỏ qua những di chứng khủng khiếp mà những người sống sót phải chịu đựng và khiến mọi người lầm tưởng rằng những người sống sót không phải chịu đựng đau đớn tinh thần. Giáo sĩ Do Thái Uri D. Herscher cho rằng bộ phim là một sự minh họa "cảm động" và "đầy hy vọng" của chủ nghĩa nhân đạo. Norbert Friedman lưu ý rằng, như mọi người sống sót qua thời kỳ Holocaust, ông tỏ thái độ nhất trí với Spielberg. Albert L. Lewis, giáo sĩ Do Thái và là thầy giáo của Spielberg hồi ông còn nhỏ coi bộ phim là "món quà của Steven dành cho mẹ ông, cho những người hàng xóm của ông, và theo một cách nào đó cho chính ông. Giờ đây ông đã là một con người hoàn chỉnh."

## Giải thưởng
Bản danh sách của Schindler xuất hiện trên nhiều danh sách "những phim hay nhất", trong đó có danh sách 100 phim xuất sắc nhất của tạp chí Time do các nhà phê bình Richard Corliss và Richard Schickel tuyển chọn, cuộc thăm dò 100 phim xuất sắc nhất của thế kỷ thực hiện năm 1995 của công ty Time Out, và "100 phim phải xem của thế kỷ" của Leonard Maltin. Vatican xếp Bản danh sách của Schindler nằm trong số 45 phim quan trọng nhất từng được sản xuất. Một cuộc thăm dò của Channel 4 xếp Bản danh sách của Schindler nằm trong số chín bộ phim hay nhất mọi thời đại, và xếp thứ tư trong cuộc thăm dò các phim về đề tài chiến tranh hay nhất vào năm 2005 của đài. Phim được bình chọn là bộ phim hay nhất của năm 1993 bởi nhiều nhà phê bình chẳng hạn như James Berardinelli, Roger Ebert, và Gene Siskel. Đánh giá rằng bộ phim "có giá trị quan trọng về văn hóa", Thư viện Quốc hội Mỹ chọn bộ phim để bảo tồn tại Viện lưu trữ phim quốc gia.
Spielberg giành Giải thưởng của Hội các đạo diễn Hoa Kỳ do đạo diễn xuất sắc nhất – Phim chiếu rạp cho tác phẩm của mình, và đồng nhận Giải thưởng của Hội các nhà sản xuất Hoa Kỳ cho phim chiếu rạp xuất sắc nhất cùng với các nhà đồng sản xuất là Branko Lustig và Gerald R. Molen. Steven Zaillian nhận Giải thưởng của Hội các nhà văn Hoa Kỳ cho kịch bản của mình. Phim giành giải thưởng của Cộng đồng các nhà phê bình phim quốc gia Hoa Kỳ cho Phim hay nhất, đạo diễn xuất sắc nhất, Nam diễn viên phụ xuất sắc nhất, và Quay phim đẹp nhất. Phim giành giải thưởng của Hội phê bình phim New York cho phim hay nhất, nam diễn viên phụ xuất sắc nhất, và quay phim xuất sắc nhất. Phim giành giải thưởng của Hiệp hội phê bình phim Los Angeles cho phim hay nhất, quay phim hay nhất (đồng giải với phim The Piano), Thiết kế sản xuất xuất sắc nhất. Phim còn giành nhiều giải và được đề cử ở nhiều hạng mục khác trên toàn thế giới.
| Hạng mục                                       | Đối tượng | Kết quả               |
| Giải Oscar lần thứ 66                          | Giải Oscar lần thứ 66                                                                                                   | Giải Oscar lần thứ 66 |
| ---------------------------------------------- | --- | --------------------- |
| Phim hay nhất                                  | - Steven Spielberg - Gerald R. Molen - Branko Lustig                                                                    | Đoạt giải             |
| Đạo diễn xuất sắc nhất                         | Steven Spielberg | Đoạt giải             |
| Kịch bản chuyển thể xuất sắc nhất              | Steven Zaillian | Đoạt giải             |
| Nhạc phim hay nhất                             | John Williams | Đoạt giải             |
| Dựng phim xuất sắc nhất                        | Michael Kahn | Đoạt giải             |
| Quay phim xuất sắc nhất                        | Janusz Kamiński | Đoạt giải             |
| Chỉ đạo nghệ thuật xuất sắc nhất               | - Ewa Braun - Allan Starski                                                                                             | Đoạt giải             |
| Nam diễn viên chính xuất sắc nhất              | Liam Neeson | Đề cử                 |
| Nam diễn viên phụ xuất sắc nhất                | Ralph Fiennes | Đề cử                 |
| Âm thanh hay nhất                              | - Andy Nelson - Steve Pederson - Scott Millan - Ron Judkins                                                             | Đề cử                 |
| Hóa trang xuất sắc nhất                        | - Christina Smith - Matthew Mungle - Judy Alexander Cory                                                                | Đề cử                 |
| Thiết kế phục trang đẹp nhất                   | Anna B. Sheppard | Đề cử                 |
| Giải ACE Eddie                                 | |                       |
| Biên tập phim xuất sắc nhất                    | Michael Kahn | Đoạt giải             |
| Giải BAFTA                                     | |                       |
| Phim hay nhất                                  | - Steven Spielberg - Branko Lustig - Gerald R. Molen                                                                    | Đoạt giải             |
| Đạo diễn xuất sắc nhất                         | Steven Spielberg | Đoạt giải             |
| Nam diễn viên phụ xuất sắc nhất                | Ralph Fiennes | Đoạt giải             |
| Kịch bản chuyển thể xuất sắc nhất              | Steven Zaillian | Đoạt giải             |
| Nhạc phim hay nhất                             | John Williams | Đoạt giải             |
| Dựng phim xuất sắc nhất                        | Michael Kahn | Đoạt giải             |
| Quay phim xuất sắc nhất                        | Janusz Kamiński | Đoạt giải             |
| Nam diễn viên phụ xuất sắc nhất                | Ben Kingsley | Đề cử                 |
| Nam diễn viên chính xuất sắc nhất              | Liam Neeson | Đề cử                 |
| Hóa trang và làm tóc xuất sắc nhất             | - Christina Smith - Matthew W. Mungle - Waldemar Pokromski - Pauline Heys                                               | Đề cử                 |
| Thiết kế sản xuất xuất sắc nhất                | Allan Starski | Đề cử                 |
| Thiết kế phục trang xuất sắc nhất              | Anna B. Sheppard | Đề cử                 |
| Âm thanh hay nhất                              | - Charles L. Campbell - Louis L Edemann - Robert Jackson - Ronald Judkins - Andy Nelson - Steve Pederson - Scott Millan | Đề cử                 |
| Giải thưởng của Hiệp hội phê bình phim Chicago | |                       |
| Phim hay nhất                                  | - Steven Spielberg - Gerald R. Molen - Branko Lustig                                                                    | Đoạt giải             |
| Đạo diễn xuất sắc nhất                         | Steven Spielberg | Đoạt giải             |
| Kịch bản xuất sắc nhất                         | Steven Zaillian | Đoạt giải             |
| Quay phim xuất sắc nhất                        | Janusz Kamiński | Đoạt giải             |
| Nam diễn viên chính xuất sắc nhất              | Liam Neeson | Đoạt giải             |
| Nam diễn viên phụ xuất sắc nhất                | Ralph Fiennes | Đoạt giải             |
| Giải Quả cầu vàng                              | |                       |
| Phim chính kịch                                | - Steven Spielberg - Gerald R. Molen - Branko Lustig                                                                    | Đoạt giải             |
| Đạo diễn xuất sắc nhất                         | Steven Spielberg | Đoạt giải             |
| Kịch bản hay nhất                              | Steven Zaillian | Đoạt giải             |
| Nam diễn viên phim chính kịch xuất sắc nhất    | Liam Neeson | Đề cử                 |
| Nam diễn viên điện ảnh phụ xuất sắc nhất       | Ralph Fiennes | Đề cử                 |
| Nhạc phim hay nhất                             | John Williams | Đề cử                 |

| Năm  | Danh sách                                                               | Kết quả |
| ---- | ----------------------------------------------------------------------- | --- |
| 1998 | Danh sách 100 phim hay nhất của Viện phim Mỹ                            | #9 |
| 2003 | Danh sách 100 anh hùng và kẻ phản diện của Viện phim Mỹ                 | Oskar Schindler – #13 anh hùng; Amon Goeth – #15 kẻ phản diện                                                                        |
| 2005 | Danh sách 100 câu thoại đáng nhớ trong phim của Viện phim Mỹ            | "Danh sách này là một việc thiện tuyệt đối. Danh sách ấy chính là sự sống." (The list is an absolute good. The list is life) – đề cử |
| 2006 | Danh sách 100 phim truyền cảm hứng của Viện phim Mỹ                     | #3 |
| 2007 | Danh sách 100 phim hay nhất của Viện phim Mỹ (phiên bản kỷ niệm 10 năm) | #8 |
| 2008 | Danh sách 10 phim hay nhất thuộc 10 thể loại của Viện phim Mỹ           | #3 Phim sử thi |

## Tranh cãi

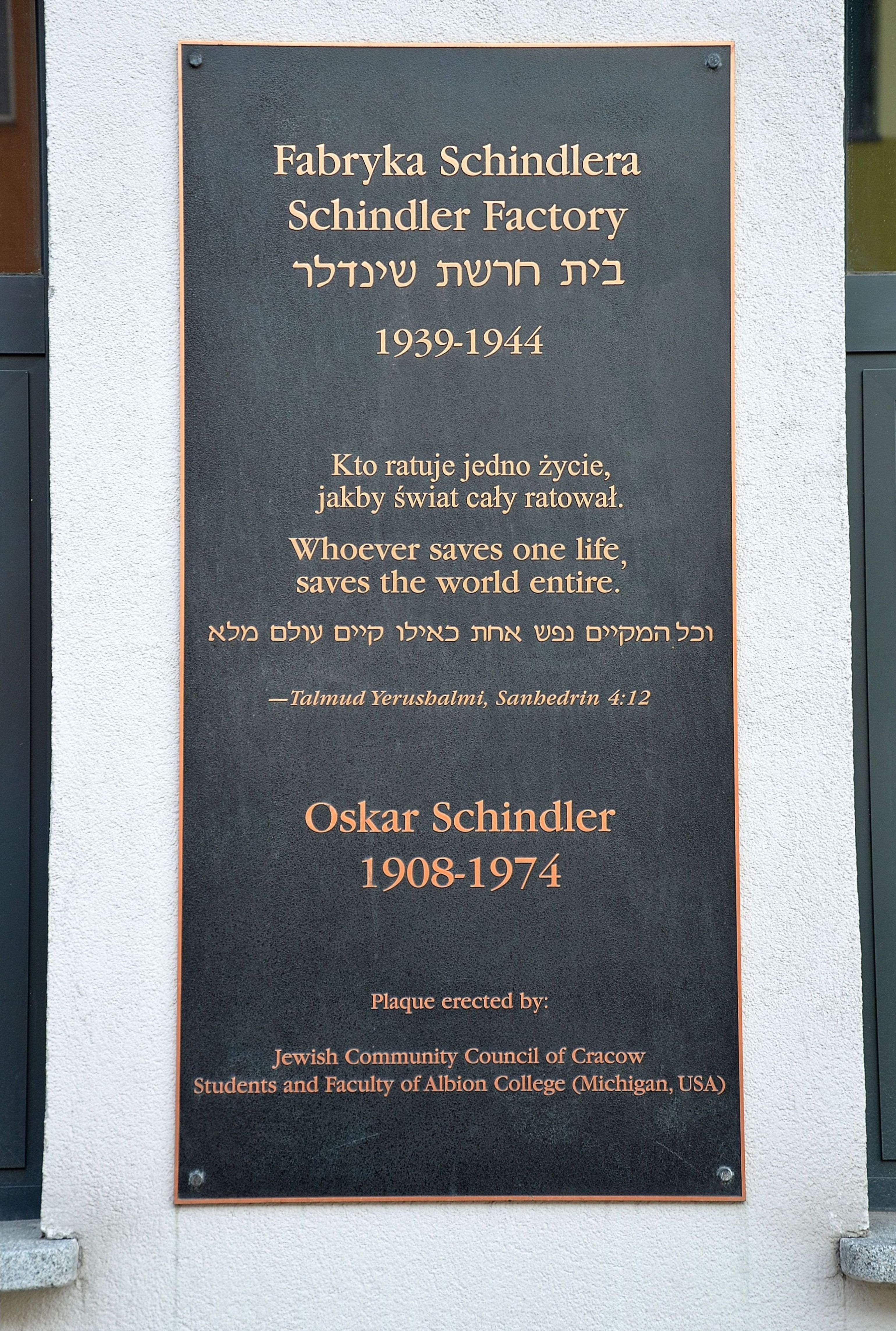
Tấm bia tưởng niệm ở Emalia, nhà máy của Schindler tại Kraków.

Khi được chiếu trên truyền hình Mỹ vào năm 1997, bộ phim hầu như không bị cắt gọt hay chỉnh sửa gì. Đây là bộ phim phát sóng trên truyền hình đầu tiên bị xếp hạng TV-M (hiện nay là TV-MA) theo hệ thống đánh giá nội dung truyền hình được thiết lập một năm trước đó. Thượng nghị sĩ Tom Coburn, sau này là nghị sĩ của bang Oklahoma, đã phát biểu rằng với việc phát sóng bộ phim này, đài NBC đã đưa nội dung truyền hình "tới giới hạn thấp nhất chưa từng có, với những cảnh khỏa thân trực diện, bạo lực và các hành động báng bổ", và coi rằng đó là một sự xúc phạm tới "những người có đầu óc biết suy nghĩ ở khắp nơi". Trước phản ứng giận dữ từ các thành viên của cả Đảng Dân chủ và Đảng Cộng hòa, Coburn phải xin lỗi và nói rằng: "Câu nói của tôi có ý tốt, nhưng tôi rõ ràng đã mắc sai lầm khi đánh giá về hậu quả của việc nói ra những điều tôi muốn nói." Ông cũng giải thích rõ ý của mình rằng bộ phim đáng lẽ nên chiếu vào đêm muộn, khi không còn "nhiều trẻ em thức xem truyền hình mà không được bố mẹ kiểm soát".
Tranh cãi cũng nổ ra ở Đức khi phim được chiếu trên truyền hình của kênh ProSieben. Phong trào phản đối mạnh mẽ đã nổ ra khi đài truyền hình định phát sóng bộ phim với hai kỳ quảng cáo giữa chừng. Như một biện pháp thỏa hiệp, đài truyền hình chỉ cho một đoạn nghỉ giữa chừng để chiếu thời sự và một vài quảng cáo ngắn.
Ở Philippines, giám đốc kiểm duyệt Henrietta Mendez đã yêu cầu cắt bỏ ba cảnh chứa hình ảnh quan hệ tình dục và khỏa thân nữ trước khi cho phép chiếu bộ phim tại các rạp. Spielberg phản đối và không đồng ý chiếu bộ phim của ông tại các rạp ở Philippines nữa, buộc thượng nghị viện nước này phải ra lệnh hủy bỏ quyết định của hội đồng kiểm duyệt. Tổng thống Fidel V. Ramos phải tự mình can thiệp và yêu cầu rằng bộ phim có thể được chiếu nguyên vẹn không cắt gọt cho các khán giả trên 15 tuổi.
Theo nhà làm phim người Slovakia Juraj Herz, cảnh phim có một nhóm phụ nữ lộn xộn trong phòng tắm có ống gas được lấy nguyên đến từng khung hình từ bộ phim Zastihla mě noc (Night Caught Up with Me, 1986) của ông. Herz muốn kiện nhưng không có đủ tiền để chi trả cho nỗ lực này.
Ca khúc Yerushalayim Shel Zahav ("Jerusalem of Gold") xuất hiện trong album nhạc phim và được chơi ở gần cuối phim. Điều này đã gây nên một số tranh cãi ở Israel, bởi ca khúc (được viết năm 1967 bởi Naomi Shemer) được nhiều người coi là ca khúc không chính thức của chiến thắng của Israel trong Chiến tranh sáu ngày. Trong các phiên bản tiếng Israel của bộ phim, bài hát này được thay thế bằng ca khúc Halikha LeKesariya ("A Walk to Caesarea") của Hannah Szenes, một ca khúc phản đối chiến tranh thế giới thứ hai.